# 한네스 소르 하들도르손
한네스 소르 할도르손(아이슬란드어: Hannes Þór Halldórsson, 1984년 4월 27일 ~ )은 아이슬란드의 전 축구 선수, 영화 감독이다.

## 국가대표 경력
그는 2011년 키프로스와의 UEFA 유로 2012 예선에서 아이슬란드 축구 국가대표팀으로 첫 데뷔전을 치렀으며, 이 경기에서 클린시트를 해냈다. 후에 2014년 FIFA 월드컵 예선 경기부터는 주전 수문장으로 활동하였으며, UEFA 유로 2016에서도 대표팀에 발탁되면서 골문을 든든하게 지켰고 결국 본선에서 팀을 8강으로 이끄는 데 혁혁한 공을 세웠다. 또한 2018년 FIFA 월드컵 아르헨티나와의 조별예선 1차전에서는 리오넬 메시의 결정적인 페널티킥을 막아내면서 이 경기의 최우수선수로 선정됐다.

## 수상
개인
- 2018년 FIFA 월드컵 맨 오브 더 매치 : vs. 아르헨티나 (조별리그)